# Arcyptera flavivittata
Arcyptera flavivittata är en insektsart som beskrevs av Yin, Z. och Mo 2009. Arcyptera flavivittata ingår i släktet Arcyptera och familjen gräshoppor. Inga underarter finns listade i Catalogue of Life.